# Kinderheirat
Kinderheirat oder Kinderehe bezeichnet die Eheschließung von mindestens einer Person vor Erreichen des rechtlich zulässigen Heiratsalters oder vor Erreichen der Ehemündigkeit. Es handelt sich einerseits um Eheschließungen zwischen einem volljährigen, meist männlichen Ehepartner und einem Mädchen im Kindesalter. Darüber hinaus wird auch die Heirat unter Nicht-Volljährigen als Kinderheirat bezeichnet. Weltweit sind im Juni 2019 etwa 765 Millionen Menschen von Kinderehen betroffen, davon rund 650 Millionen Mädchen und junge Frauen.
Eine einheitliche internationale und damit verbindliche Definition von Kinderehe bzw. Kinderheirat gibt es nicht. Die UN-Kinderrechtskonvention, die in Deutschland und anderen europäischen Staaten weitgehend anerkannt ist, bezeichnet Kinderehe als Begriff, der für solche Ehen gelten sollte, „bei denen mindestens einer der Eheschließenden das 18. Lebensjahr noch nicht vollendet hat. […]“. Dies entspricht der Definition der Parlamentarischen Versammlung des Europarates. Der Begriff Kinderehe umfasst sowohl Eheschließungen im Konsens der Beteiligten, als auch unter Mitbestimmung der Erziehungsberechtigten oder eines behördlichen/gerichtlichen Dispenses.
Die meisten Staaten sehen ein Mindestalter für Eheschließungen vor. Gesetzliche Bestimmungen werden jedoch aufgrund von traditionell-religiösen, kulturellen oder sozialen Gründen oft nicht eingehalten. Verheiratungen im Kindesalter, also vor Erreichen der offiziellen Ehemündigkeit und in Extremfällen sogar vor Beginn der Pubertät, sind bei Mädchen stärker verbreitet als bei Jungen. Gründe für eine Kinderheirat können unter anderem sein, dass Eltern ihre Tochter als Jungfrau verheiraten wollen, oder dass die Familie die Lebenshaltungskosten der Tochter möglichst früh durch Übertragung an den Ehemann einsparen will. Armut gilt neben einer stark patriarchalisch geprägten Gesellschaft – insbesondere in Großfamilienverbänden – als einer der wichtigsten treibenden Faktoren für Kinderehen.
Abzugrenzen ist die Kinderverlobung, bei der Eltern für ihre Kinder Ehen „arrangieren“, die bei Erreichen des offiziellen Mindestalters oder später geschlossen werden, teilweise auch gegen den Willen eines oder beider Heiratenden (Zwangsheirat).

## Ethnologie
Für die Ethnologie (Völkerforschung) stellt das Heiratsalter, das traditionell geschlechtliche Beziehungen und die Fortpflanzung legitimiert, eine Hauptfunktion in allen Ethnien der Welt dar. In ressourcen- und kapitalorientierten Gesellschaften wird nach der Geschlechtsreife Zeit benötigt, bis Individuen Ressourcen und Fähigkeiten besitzen, um einen konkurrenzfähigen Haushalt zu gründen. Dagegen ist in arbeitskraftabhängigen Gesellschaften aufgrund der Abhängigkeit bezüglich der Lebens- und Reproduktionsmöglichkeiten die Arbeitsproduktivität von Frauen und Kindern ausschlaggebend für frühe Eheschließungen. Insbesondere die Wertung der Jungfräulichkeit in patrilinearen Gesellschaften führen – neben dem Grad der Polygynie (Vielweiberei) und der Mitgiftkonkurrenz – zur kulturspezifischen Senkung des Heiratsalters bis hin zur Kinderehe.
Eine Kinderheirat hemmt die Bildungs- und Gesundheitschancen von Mädchen. Außerdem gelten Komplikationen bei Schwangerschaft und Geburt heutzutage als die zweithäufigste Todesursache bei jungen Frauen zwischen 15 und 19 Jahren weltweit. Eine frühe Verheiratung von Mädchen ist insbesondere in armen und ländlichen Gegenden verbreitet, häufig in Verbindung mit unzureichender Betreuung bei Schwangerschaft und Geburt. In armen Gesellschaftsschichten kommt es überproportional häufig zu Komplikationen, so auch zur Fistelbildung unter der Geburt, mit der Folge einer Harn- oder Stuhlinkontinenz, die unbehandelt zu dauerhafter körperlicher und sozialer Beeinträchtigung der Frau führt.

## Verbreitung und rechtliche Regelungen
Nach Darstellung von UNICEF, das sich gegen Kinderehen einsetzt, heirateten 720 Millionen heute lebender Frauen und 156 Millionen Männer vor ihrem 18. Geburtstag, etwa 250 Millionen Frauen sogar vor ihrem 15. Lebensjahr. Hohe Raten gibt es vor allem in Südasien und Afrika.

### Religionen
Der Rechts- und Islamwissenschaftler Mathias Rohe sieht Kinderheiraten gegenwärtig insbesondere in bestimmten muslimischen Milieus oder bei den Jesiden im Irak verbreitet, jedoch auch bei den (überwiegend christlichen) Roma im Balkan und im hinduistisch geprägten Indien. Dies würde zeigen, dass nicht primär die Religion Ursache sei, sondern kulturelle patriarchalische Prägungen in Verbindung mit den entsprechenden Lebensverhältnissen und mangelnder Bildung. Allerdings fänden Legitimierungen seitens der Religionen und ihrer Vertreter statt.
Der Codex Iuris Canonici der katholischen Kirche sieht für die Ehe ein Mindestalter von 14 Jahren bei Mädchen und von 16 Jahren bei Jungen vor (Canon 1083, § 1), empfiehlt aber in Canon 1072 das regional übliche Mindestalter („Die Seelsorger haben darum besorgt zu sein, dass Jugendliche von der Eheschließung abgehalten werden, solange sie nicht jenes Alter erreicht haben, in welchem die Ehe nach Landessitte geschlossen zu werden pflegt.“) und erlaubt es in Canon 1083, § 2 den Bischofskonferenzen, „ein höheres Alter festzulegen“.
Gesetzlich ist in den meisten islamischen Staaten eine Heirat mit Minderjährigen untersagt, und das Mindestheiratsalter für Mädchen liegt bei 16 bis 18 Jahren und für Jungen bei 18 Jahren. Nach den Bestimmungen orthodoxer islamischer Rechtsschulen dürfen Mädchen ab neun Jahren heiraten. Diese Rechtsschulen orientieren sich an der Ehe des Propheten Mohammeds mit seiner dritten Frau Aischa, die nach islamischer Überlieferung (Hadith) zum Zeitpunkt des Eheschließungsvertrages sechs Jahre und bei der Hochzeit neun Jahre alt gewesen sein soll. Bei Muslim ibn al-Haddschādsch heißt es als Aussage von Aischa: „Der Gesandte Gottes, Gottes Segen und Heil sei auf ihm, heiratete mich (tazawwaǧanī), als ich sechs (Jahre) war. Er führte mich in sein Haus (banā bī), als ich ein Mädchen von neun Jahren war.“ Es wird angenommen, dass die Ehe mit neun Jahren auch vollzogen wurde. Die Heirat mit jungen Mädchen tritt insbesondere in ländlich-traditionellen Gegenden auf und wird dort von Traditionalisten als Sunna (nach dem prophetischen Vorbild) angesehen. Gründe für diese frühe Verheiratung können wirtschaftliche Nöte oder die Sorge um den Erhalt des guten Rufes der Familie sein.

### Europa
Kinderehen waren in Europa lange Zeit üblich, wobei vor allem Mädchen früh verheiratet wurden. Eine Ehe im Römischen Reich war mit Einsetzen der Pubertät möglich. Mädchen mit 12 und Jungen mit 14 Jahren galten als ehefähig. Sexualität mit Kindern wurde bis ins Mittelalter von Staat und Kirche weitgehend geduldet. Damit war auch die Kinderheirat durch den sexuellen Vollzug legitimiert. So heiratete der spätere ungarische König und Nationalheilige Stephan I. im Jahr 995 die erst zehnjährige Gisela von Bayern. Erst im 16. Jahrhundert wurde der geschlechtliche Verkehr mit Mädchen unter 10 Jahren gesetzlich als Vergewaltigung geahndet. Bis dahin konnte durch das kanonische Recht Ehen auch mit Kleinkindern geführt werden.
Die gesetzlichen Bestimmungen sind heute je nach Land unterschiedlich, ein Mindestalter von mindestens 16 Jahren ist allerdings mittlerweile üblich.

#### Deutschland
In Deutschland darf gemäß § 1303 des Bürgerlichen Gesetzbuches (BGB) eine Ehe nicht vor Eintritt der Volljährigkeit eingegangen werden. Vor Vollendung des 16. Lebensjahres kann eine Ehe nicht wirksam eingegangen werden. Eine Ehe mit einem Minderjährigen, der im Zeitpunkt der Eheschließung das 16. Lebensjahr vollendet hatte, kann aufgehoben werden (§ 1314 Abs. 1 Nr. 1 BGB).
Durch den Zuzug von über einer Million Flüchtlingen in den Jahren 2015 und 2016 hat die Zahl der verheirateten Minderjährigen stark zugenommen.  Am 31. Juli 2016 waren 361 ausländische Kinder unter 14 Jahren und insgesamt 1461 Minderjährige unter 18 Jahren im Ausländerzentralregister als „verheiratet“ gespeichert. Fast die Hälfte dieser verheirateten Minderjährigen kommt demnach aus Syrien, rund 80 % sind weiblich. Die Bundesregierung teilte im November 2016 mit, ein Verbot von Kinderehen zu planen. Bundesjustizminister Heiko Maas (SPD) setzte eine Bund-Länder-Arbeitsgruppe ein, um bis zum Jahresende 2016 Lösungen zu erarbeiten. Bundesinnenminister Thomas de Maizière (CDU) äußerte: „Wir haben zunehmend zu tun mit dem Phänomen von Ehen mit Minderjährigen, mit jungen Mädchen. Wir glauben, dass der Justizminister hier schnell tätig werden muss.“ Der SPD-Fraktionsvorsitzende Thomas Oppermann fasste die Koalitionspläne wie folgt zusammen: „Wir wollen keine Kinderehen. Zur Ehe gehören zwei volljährige Partner. Ich finde es unerträglich, dass schon 14-Jährige in Ehen gezwungen werden.“
Der Bundestag beschloss Anfang Juni 2017 Änderungen, die am 22. Juli 2017 in Kraft traten: Ehen, die von Personen unter 16 Jahren geschlossen werden, sind seitdem nichtig. Ehen sollen grundsätzlich aufgehoben werden, wenn ein Gatte zum Zeitpunkt der Eheschließung zwischen 16 und 18 Jahre alt war. Davon kann nur abgesehen werden, wenn die Aufhebung eine besondere Härte darstellen würde oder wenn der zwischenzeitlich volljährig gewordene Ehepartner die Ehe bestätigt. Diese Regelungen gelten auch für Ehen, die im Ausland geschlossen wurden. Für Trauungen in Deutschland gilt künftig ein absolutes Mindestalter von 18 Jahren; die früher mögliche familiengerichtliche Ausnahmegenehmigung für die Eheschließung ab 16 Jahren entfällt. Für Altfälle gibt es Übergangsvorschriften.
Diverse sachkundige Verbände halten das Gesetz von 2017 für verfassungswidrig. Die strenge Nichtigkeitslösung ohne Abwägung des Einzelfalls verstoße gegen das Grundgesetz. Der Bundesgerichtshof teilt diese Bedenken und legte das Gesetz daher dem Bundesverfassungsgericht vor. Die Rechtswissenschaftlerin Nadjma Yassari erklärte, das Gesetz schade im Ergebnis denjenigen, die es schützen solle, da ihnen vermögensrechtliche Ansprüche verloren gingen und ihr sozialer Status verletzt werde. Andere wiesen darauf hin, dass diese Fragen praktisch keine Rolle spielten und durch entsprechende Auslegung korrigiert werden könnten. Das Gesetz sei zudem notwendig, da auf andere Weise kein effektiver Schutz der Minderjährigen vor sexuellem Missbrauch möglich sei.
Das Bundesverfassungsgericht erklärte das Gesetz im Februar 2023 in einem Urteil, das am 29. März 2023 veröffentlicht wurde, für verfassungswidrig, weil es erstens an einer Regelung fehle, die es ermöglicht, ab Erreichen der Volljährigkeit die Ehe aufgrund eines nun selbstbestimmten Entschlusses im Inland als wirksame Ehe zu führen, und zweitens Unterhaltsansprüche nicht geregelt seien. Der Gesetzgeber hat bis längstens 30. Juni 2024 Zeit, eine solche in jeder Hinsicht verfassungsgemäße Regelung zu schaffen. Bis dahin gilt das Gesetz modifiziert mit einer Regelung über Unterhaltsansprüche weiter. Das Bundesministerium der Justiz legte daraufhin einen Gesetzentwurf vor, der Kinderehen weiterhin verbietet, eine erneute Gültigkeit der Ehe bei Volljährigkeit durch Willensbekundung ermöglicht und Unterhaltsansprüche nur für den Fall vorsieht, dass für eine unter 16-jährige Person, die mit einer über 16-jährigen Person verheiratet war. Länder und Verbände hatten bis zum 19. April Zeit, zum Vorschlag Stellung zu nehmen. Am 8. Mai 2024 beschloss die Bundesregierung den Entwurf eines Gesetzes zum Schutz Minderjähriger bei Auslandsehen. Die Änderungen treten am 1. Juli 2024 in Kraft.

#### Griechenland
In der griechischen Region Thrakien durften 2005 muslimische Mädchen bereits mit zehn Jahren verheiratet werden; das garantierte ein auf dem Vertrag von Lausanne (1923) basierendes Sonderrecht. Westthrakien war per Diktat der Siegermächte des Ersten Weltkriegs 1920 an Griechenland gekommen. Griechenland sicherte im Vertrag von Sèvres (Griechenland – Schutz von Minderheiten) – nicht zu verwechseln mit dem Vertrag von Sèvres (Osmanisches Reich) – Regulierung der Angelegenheiten der muslimischen Bürger bezüglich des persönlichen Status und des Familienrechts in Übereinstimmung mit muslimischen Gepflogenheiten sowie Schutz von Moscheen, muslimischen Friedhöfen, Waqfs und anderen muslimischen Einrichtungen und Recht aller Minderheiten zur selbständigen Gründung und Verwaltung ihrer eigenen karitativen, sozialen und religiösen Institutionen sowie Regulierungen bezüglich Minderheitenschulen zu. Der Vertrag wurde am 24. Juli 1923 parallel zu den Verhandlungen zum Vertrag von Lausanne durch ein überarbeitendes Zusatzprotokoll ratifiziert.

#### Rumänien
Ebenso gelten in Rumänien Ausnahmeregelungen für Kinderheiraten bei den Roma. Nicolae Stefanescu-Draganesti, Präsidentin der rumänischen Menschenrechtsliga, kritisierte 2003 die aktuelle Rechtspraxis. Die EU-Gesandte für Rumänien Emma Nicholson forderte die Behörden in einem Fall zur Trennung des Paares auf: „Es ist notwendig, die Menschenrechte in jeder Situation zu beachten.“

### Afrika
In Afrika werden viele Mädchen weit vor dem 18. Lebensjahr verheiratet. Laut Nena Thundu, Koordinatorin der Kampagne gegen Kinderheirat der Afrikanischen Union, werden in 30 der 55 afrikanischen Staaten mindestens drei Viertel aller Mädchen vor ihrer Volljährigkeit verheiratet, vor allem in Zentralafrika.
Im Jahr 2015 warnte das Kinderhilfswerk UNICEF, dass die Zahl der Kinderehen in Afrika zunehme und dieser Kontinent Südasien überholen könnte.

#### Nigeria
In Nigeria sind laut einem Bericht der Menschenrechtsorganisation Save the Children 40 % der Mädchen aus ärmeren Familien bereits mit 15 Jahren verheiratet, unter den reichsten Mädchen sind es hingegen 3 %.

### Sierra Leone
Ab Juli 2024 verbietet Sierra Leone die Kinderheirat. Zuwiderhandlungen drohen bis zu 15 Jahre Gefängnis oder eine Geldstrafe von etwa 4.000 US-Dollar oder beides. Zeugen dieser Ehen riskieren außerdem eine Gefängnisstrafe oder eine Geldstrafe.

### Asien

#### Afghanistan
Auf Verhältnisse in Afghanistan machte 2007 das „UNICEF-Foto des Jahres“ aufmerksam, es zeigte einen 40-jährigen Afghanen neben seiner 11-jährigen Braut. Der Dokumentarfilm von Nima Sarvestani Ich war 50 Schafe wert prangerte 2010 anhand mehrerer Einzelschicksale den Handel mit Mädchen und ihre Zwangsverheiratung in Afghanistan an. Im Paschtunwali, dem Rechts- und Ehrenkodex der Paschtunen (größter Volksstamm Afghanistans), ist nach Angaben des evangelikalen Instituts für Islamfragen Kinderheirat erlaubt.

#### Indien
In Südasien ist die Kinderheirat vor allem in ländlichen Bereichen nach wie vor verbreitet, obwohl sie gesetzlich verboten ist. Ein gesetzliches Verbot der Kinderheirat war ein Anliegen vieler indischer Sozialreformer wie Ram Mohan Roy, Ishwar Chandra Vidyasagar und Mahatma Gandhi. Bereits 1929 wurde mit dem Child Marriage Restraint Act ein Gesetz verabschiedet, das für Mädchen ein Heiratsalter von mindestens 18 Jahren und für Jungen von 21 Jahren vorschreibt. Nach Angaben des Rapid Household Survey, der in ganz Indien durchgeführt wird, wurden im Bundesstaat Bihar 58,9 % der Frauen vor Erreichen des 18. Lebensjahrs verheiratet, in Rajasthan 55,5 %, in Westbengalen 54,9 %. Die niedrigsten Raten weisen Jammu und Kashmir (hoher Anteil muslimischer Bevölkerung) mit 3,4 %, Himachal Pradesh mit 3,5 % und Goa mit 4,1 % auf. In Kerala trifft dies auf 10 % zu. Die ökonomisch unterentwickelten Bundesstaaten in Nordindien weisen somit deutlich höhere Raten auf.

#### Nepal
In Nepal ist die Kinderehe seit 1963 verboten, dennoch gelten 10 % aller Mädchen vor dem 15. Lebensjahr als verheiratet, 37 % vor dem 18. Lebensjahr. Lediglich in Indien und Bangladesch seien die Zahlen nach einer Studie von Human Rights Watch höher.

#### Jemen
Im Jemen wurde 1999 das Schutzalter, welches das Erreichen der Einwilligungsfähigkeit für sexuelle Handlungen festlegt, von 15 Jahren auf den Beginn der Pubertät gesenkt; in der Regel versteht man dort darunter ein Alter von neun Jahren. Es kommen aber auch Ehen mit noch jüngeren Mädchen vor, die auch vollzogen werden. Für Aufsehen sorgte im April 2008 der Fall der damals achtjährigen Jemenitin Nojoud Ali, die vor Gericht die Scheidung von ihrem 22 Jahre älteren Mann durchsetzte, mit dem sie zwangsverheiratet worden war. Allerdings musste sie ihrem Ex-Mann dafür eine Entschädigung von umgerechnet 500 Dollar bezahlen.

#### Saudi-Arabien
In Saudi-Arabien wurde im August 2008 der Fall einer Zwangsheirat zwischen einem minderjährigen Mädchen und einem 75-jährigen Scheich bekannt. Ein Berater des Justizministeriums in Saudi-Arabien forderte, den Vater des minderjährigen Mädchens vor Gericht zu stellen.

#### Türkei
Bezüglich der Türkei stellte 2008 die UNDP-Studie „Human Development Report – Youth in Turkey“ fest, dass vor allem in ländlichen Gebieten die Furcht vor der Verletzung der Ehre eines Mädchens häufig die Grundlage für Kinderheiraten und sogar für Ehrenmorde ist.

### Vereinigte Staaten
In den USA ist das Mindestalter für Ehen je nach Bundesstaat unterschiedlich geregelt. In Massachusetts und Kansas liegt das Mindestalter bei 12 Jahren, in New Hampshire bei 13 Jahren und in einigen anderen Staaten bei 14 Jahren. In fünf Bundesstaaten – darunter Kalifornien – gibt es keine Mindestaltersgrenze für die Ehe, sofern die Eltern der Ehe zustimmen (Stand: März 2024).
Allein zwischen 2000 und 2010 gab es mehr als 167.000 Kinderehen in denjenigen 38 Bundesstaaten, die Daten bereitstellten.